# Cerocala autumnalis
Cerocala autumnalis là một loài bướm đêm trong họ Erebidae.